# Dolichopus sharovi
Dolichopus sharovi är en tvåvingeart som beskrevs av Smirnov 1948. Dolichopus sharovi ingår i släktet Dolichopus och familjen styltflugor. Inga underarter finns listade i Catalogue of Life.